# Mbuye (Ruanda)
Mbuye è un settore (imirenge) del Ruanda, parte della Provincia Meridionale e del distretto di Ruhango.